# شهرستان تیمیریازوف
شهرستان تیمیریازوف (به قزاقی: Тимирязев ауданы، تيميريازەۆ اۋدانى) یک شهرستان در قزاقستان است که در استان قزاقستان شمالی واقع شده‌است. شهرستان تیمیریازوف۱۲٬۹۶۰ نفر جمعیت دارد.

## وجه تسمیه
نام این شهرستان برای ارج نهادن به دانشمند و گیاه‌شناس برجستهٔ روسی، «کلیمنت تیمیریازوف» (به روسی: Климент Тимирязев)(به قزاقی: كليمەنت تيميريازەۆ)، زادهٔ ۱۸۴۳، که تئوری‌های چارلز داروین در مورد تکامل موجودات زنده در امپراطوری روسیه گسترش داد انتخاب شده است. در زمان حیات وی، کشور امروزی قزاقستان بخشی از امپراطوری روسیه بوده.